# Hougoumont
Hougoumont is een kasteelboerderij in de Belgische gemeente Eigenbrakel. De plaats speelde een grote rol in de Slag bij Waterloo op 18 juni 1815. Hougoumont had een grote ommuurde tuin, een boomgaard en een park. Hougoumont lag tijdens de slag op de rechterflank van Wellingtons positie. Napoleon slaagde er niet in, ondanks herhaalde aanvallen, de hoeve te veroveren. Het hoofdgebouw geraakte tijdens de gevechten in 1815 in brand en is verdwenen. Het woonhuis dat op oudere foto's te zien was, was dat van de tuinman. Het is afgebroken begin 21e eeuw omdat het een constructie was van na 1815.
De boerderij is sinds 1938 beschermd als monument.

## Geschiedenis
In 1474 kocht de Orde van Sint-Jan (later de Orde van Malta) 12 hectare bos, Le Goumont, en 12 aangrenzende hectare heide voor 100 gouden kronen. In de verkoopsakte is er geen sprake van enig huis. De koper, volgens deze akte, was een zekere Jean del Tour.
Vervolgens moet er een pand gebouwd zijn, dat ergens voor 1536 in handen komt van Pierre du Fief, procureur-generaal van de Raad van Brabant, die vervolgens een aanzienlijke uitbreiding van het domein realiseert. In 1562 gaat het landgoed over naar Pierre Quarré en blijft in diens familie tot het in 1637 gekocht wordt door Arnold Schuyl, Heer van Walhorn. Tijdens deze periode zouden de huidige, na de Slag bij Waterloo overblijvende delen gebouwd moeten zijn.
Na 1671 gaat het domein over naar Jan Arrazola de Oñate, kamerheer van Aartshertogen Albrecht en Isabella. Het blijft in de handen van deze Heren van Gomont en Tiberchamps tot 1791 wanneer Jan-André Arrazola de Oñate op 73-jarige leeftijd kinderloos sterft. Zijn echtgenote hertrouwt met Phillipe Gouret de Louville, majoor in dienst van Oostenrijk.
Ridder de Louville verbleef zelf in Nijvel en liet het beheer over aan Antoine Dumonceau en Jean-Joseph Carlier. Na de slag was het eigenlijke kasteelgedeelte onbewoonbaar en kon de toen 86-jarige Ridder de Louville de kosten voor nodige werken niet betalen, en verkocht de overblijvende hoeve aan François de Robiano. Van het kasteel zijn enkel nog de funderingen overgebleven.
Door het spel van opeenvolgende huwelijken en erfenissen binnen de familie de Robiano kwam het landgoed ten slotte in 1917 in het bezit van de familie d'Oultremont. In 2003 werd het door Graaf Guibert d'Oultremont verkocht aan Wallonië middels de intercommunale 'Bataille de Waterloo 1815'.
200 Jaar lang stond Hougoumont als historische plek onder de hoede van opeenvolgende eigenaars, en zo werd voldaan aan de wens die Robert Southey uitsprak op 21 oktober 1815:
Het is mijn hoop dat Hougoumont onaangeroerd mag blijven, opdat de ruïnes overeind blijven staan als het beste monument voor de dappere mannen die eronder begraven liggen.— Robert Southey, The Poet's Pilgrimage to Waterloo 

## De Slag van Hougoumont

### De verdedigers
Wellington zag Hougoumont als steunpunt voor zijn defensie op de rechterflank dat hij niet uit handen wilde geven. De divisie Foot Guards kreeg de taak de kasteelboerderij te verdedigen. In het gebouw en de tuin posteerde Wellington 400 man onder bevel van kolonel James Macdonell. Tweehonderd man onder luitenant-kolonel lord Saltoun stelden zich in de boomgaard op.
Om het park te verdedigen koos de Engelse bevelhebber een paar compagnieën Duitse jagers van Hannover. Deze soldaten waren gerekruteerd uit boswachters. Hun groene uniformen vormde een perfecte camouflage tussen de bomen. Later voegde Wellington hier nog een bataljon (800 man) van de brigade van Karel Bernhard van Saksen-Weimar-Eisenach aan toe. De Guards lieten na de komst van dit bataljon de verdediging van het kasteel aan de Duitsers over en stelden zich in de omgeving op.

### De eerste aanval van de Fransen
In 1815 lag achter het kasteel, in de richting van de Fransen, een groot park met bomen, omgeven door een dichte haag en een sloot. Het park belemmerde het zicht van de Fransen op Hougoumont. Ze wisten niet dat de vijand er was en alles wat ze konden doen was troepen sturen om de plek te verkennen.
De Franse generaal, Honoré Reille, bevelhebber van het 2e korps, stuurde de divisie onder Jérôme Bonaparte (6500 man) uit om de aanval in te zetten. Ze stonden op de uiterste linkervleugel van het Franse leger opgesteld.
Jérôme vond het verstandig de brigade onder baron Bauduin het bos te laten verkennen. Het regiment 1ste Lichte Infanterie werd voorafgegaan door een aantal scherpschutters. Reille liet de heuvels achter het park beschieten. De scherpschutters verdwenen in het park terwijl de lichte infanterie, die in open veld optrok, onder vuur kwam van Engelse kanonnen. Generaal Bauduin die, zoals gebruikelijk in die tijd, zijn manschappen te paard commandeerde, sneuvelde al bij het begin van de aanval.
De Duitse Jagers verdedigden zich hardnekkig, maar moesten zich door de Franse numerieke overmacht terugtrekken tot tegen het gebouw. De Fransen probeerden over de twee meter hoge muur te klimmen of via de haag rond de boomgaard het gebouw in te nemen. Intussen hadden de Guards zich opnieuw binnen het gebouw opgesteld, toen ze beseften dat de Duitsers zich uit het park terugtrokken. De Engelsen hadden tijdens de nacht het gebouw versterkt door de poorten te barricaderen, schietgaten in de omwallingsmuren te maken en platforms te bouwen vanwaar ze op de aanvallers konden schieten. De Fransen trokken gedemoraliseerd terug onder het zware geweervuur. De omgeving van de boerderij wisselde een aantal keren van bezetter.
Op de heuvels achter Hougoumont had Wellington het treffen gevolgd. Hij wilde de Fransen uit het park verdrijven en gaf majoor Bull het bevel om met de pas aangekochte houwitsers, geladen met granaten en kartetsen, het park te beschieten. De Fransen verlieten het in wanorde terwijl de Guards het met de bajonet op het geweer weer innamen.

## Galerij

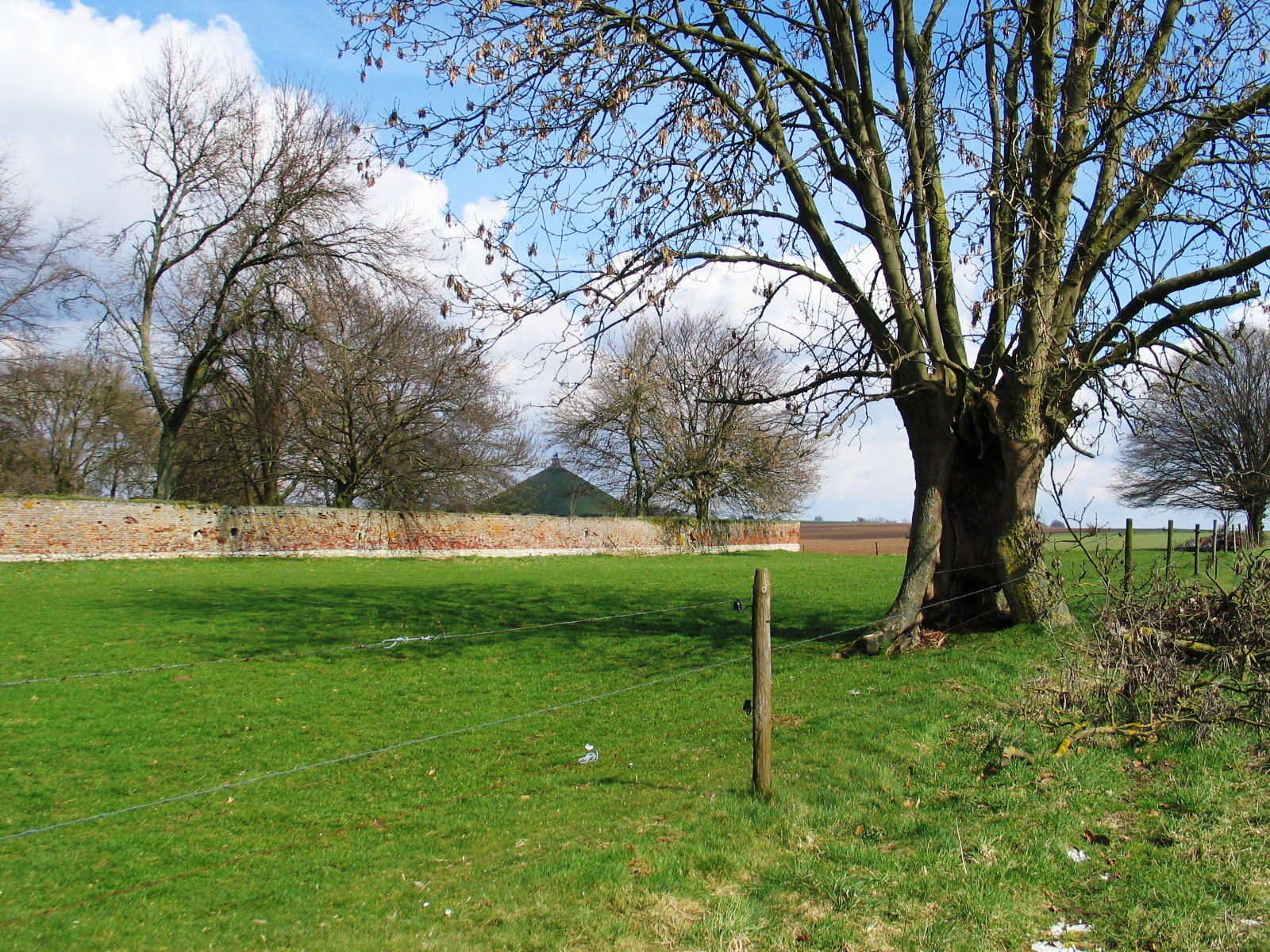
Muur rond de boerderij
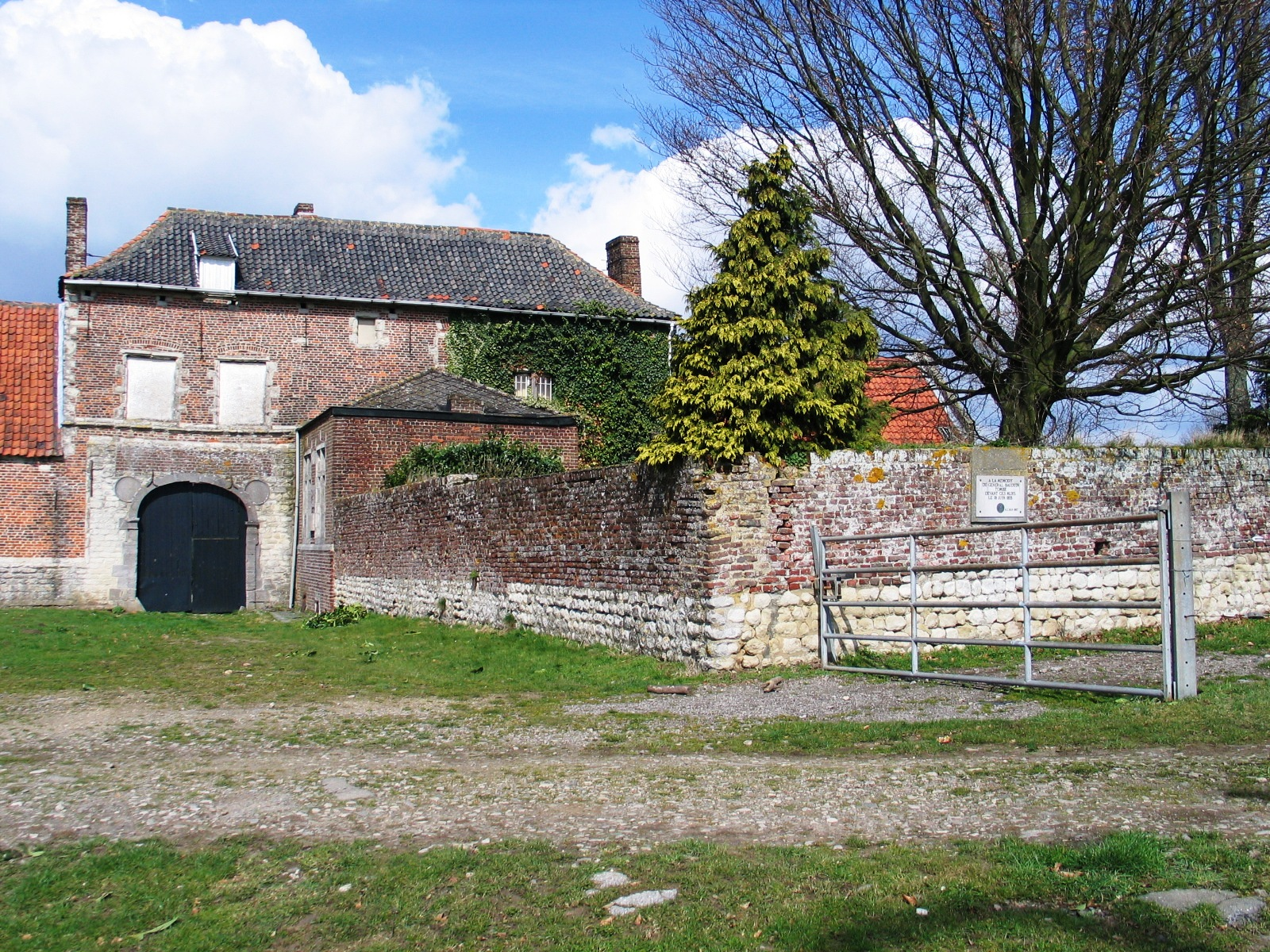
Poort aan de zuidkant die verdedigd werd door de Coldstream Guards
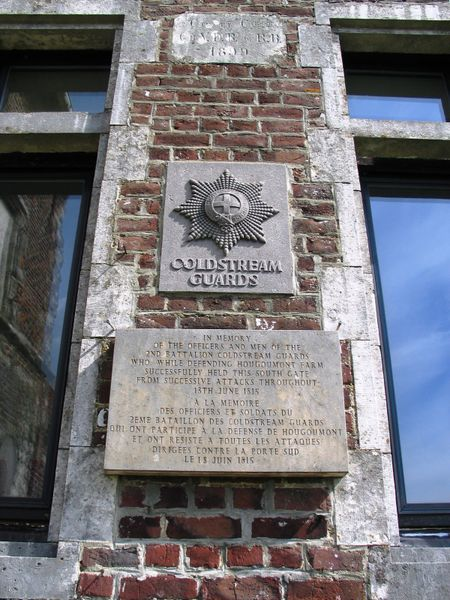
Herdenkingsplaat voor de Coldstream Guards
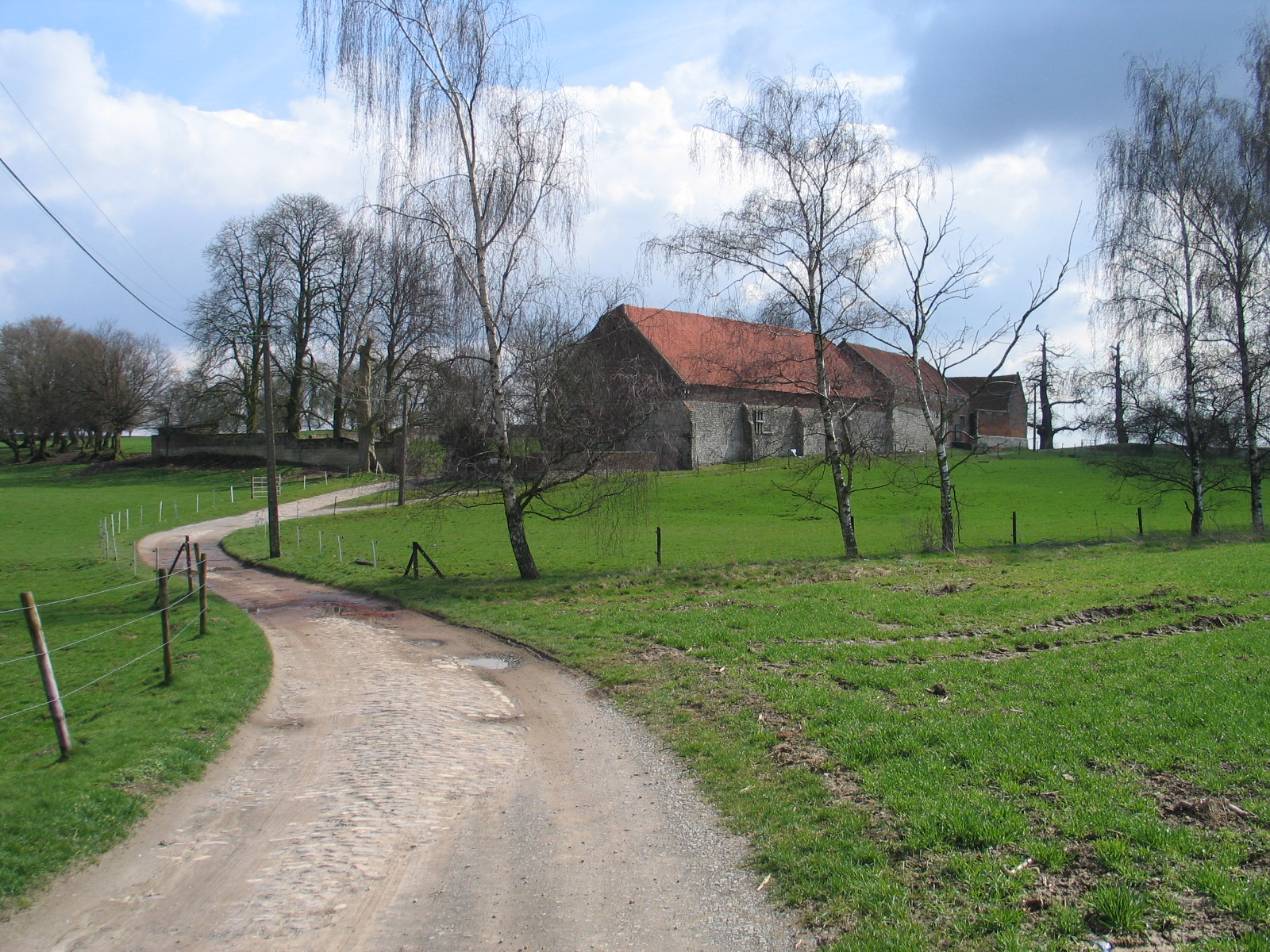
Gezicht op de hoeve
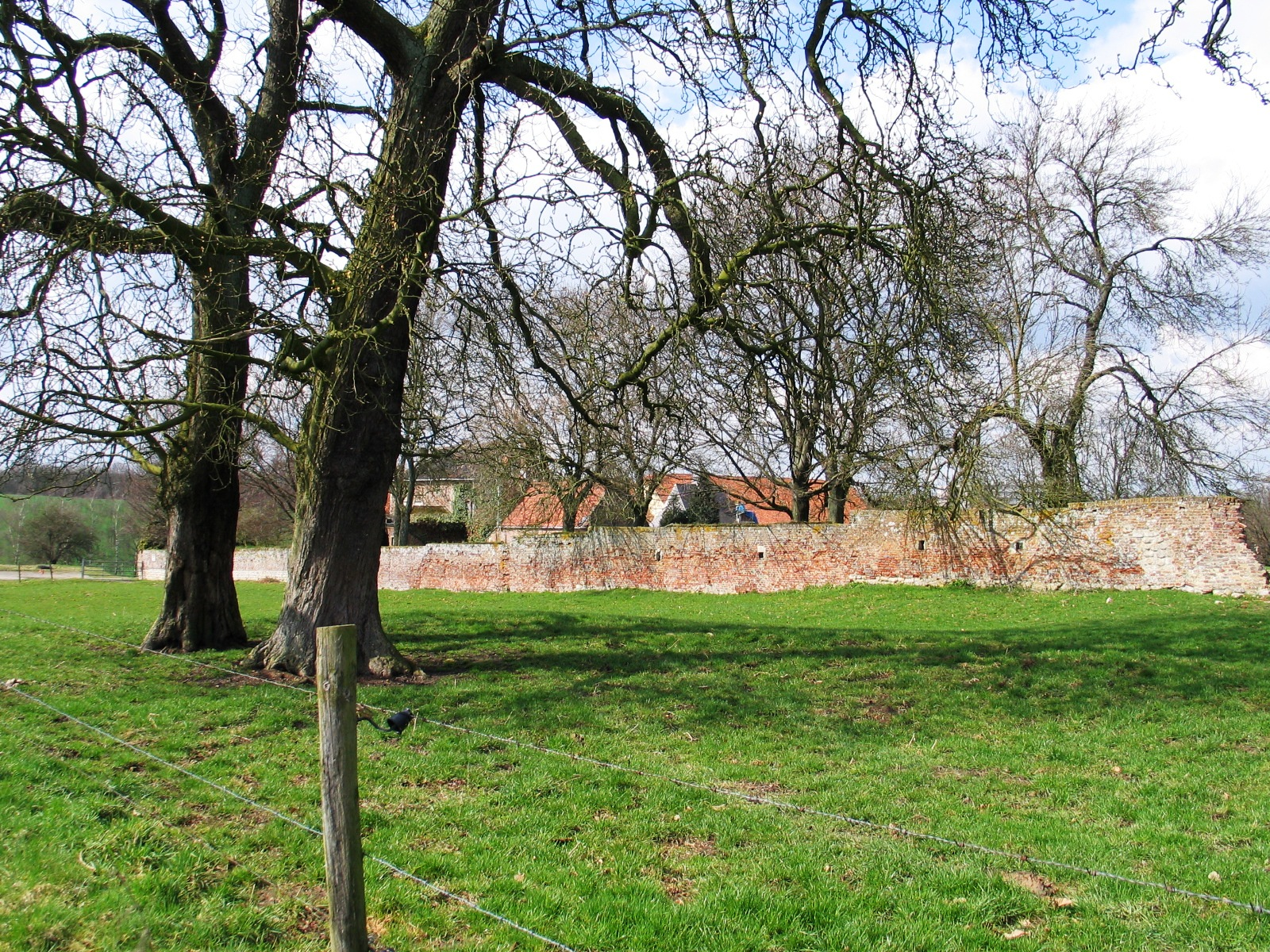
Muur aan de zuidzijde

### Nieuwe Franse poging
Jérôme realiseerde zich dat hij opnieuw een slecht figuur sloeg in de ogen van zijn broer Napoleon. Hij besloot de brigade onder baron Soye te laten optrekken. Ook zij kwamen in het open veld onder het kanonvuur van de Engelsen terecht. De uitgedunde bataljons van Bauduin zochten bescherming in een holle weg in het terrein vóór Hougoumont. De scherpschutters van Soye slaagden erin de verdedigers uit het park te verdrijven, maar verder dan aan het kasteel geraakten ze niet.
De Engelse infanterie in en rond Hougoumont lag intussen onder het artillerievuur van de Franse zesponders van Reille. Ze gingen, om dekking te zoeken, plat op de grond liggen te midden van de korenvelden. Wellington ergerde zich aan de batterijcommandanten van zijn artillerie. Zij negeerden zijn bevel de Franse infanterie te bestoken in plaats van te duelleren met hun Franse tegenhangers. De batterij houwitsers van Bull, die zo effectief was geweest bij de eerste Franse aanval was na twee uur verplicht de linie te verlaten om de stukken te laten repareren en van nieuwe munitie te voorzien.

### De zuidelijke poort

Locatie van de verdwenen poort aan de noordzijde in 2006

De divisies van Jérôme kregen de kans, nu ze minder onder vuur lagen van de Engelse artillerie, rond Hougoumont te manoeuvreren. De troepen van Soye geraakten tot in de boomgaard. Lord Saltoun was verplicht zijn Duitse en Engelse troepen beschutting te laten zoeken in de holle weg vóór het kasteel. Intussen probeerden de Fransen tevergeefs de verdedigers achter de muren te verdrijven. Ze sleepten een kanon de boomgaard in. Een poging om het te veroveren mislukte, maar het kanon bleek niet effectief. De Fransen die minder beschut waren, leden zwaardere verliezen.
Engelse en Franse scherpschutters duelleerden met elkaar in het hoge koren. De Engelsen moesten terrein prijsgeven, waardoor de Fransen erin slaagden naar de oostelijke zijde van het kasteel door te stoten. Ze geraakten tot aan de houten poort aan de zuidzijde. Deze poort was de enige toegangsmogelijkheid voor de Engelse reserves en was daarom niet gebarricadeerd. De Guards hadden net een wagen munitie langs daar laten aanvoeren.
Nu werd het echt kritiek voor de verdedigers. Cubières, met zijn arm in een mitella , had het commando van de gedode Bauduin overgenomen en leidde zijn troepen tot vlak vóór Hougoumont. Twee lichte compagnieën onder Macdonell werden verrast en keerden terug naar de binnenplaats door de nog open poort. Een Engelse sergeant schoot Cubières van zijn paard, sprong in het zadel en slaagde erin weer veilig de binnenplaats te bereiken. Ook Cubières kon zich redden. Na de slag verklaarde hij dat de Engelsen hem hadden gespaard.De Fransen geraakten nu onder het vuur vanaf de balustrade en de schietgaten. 

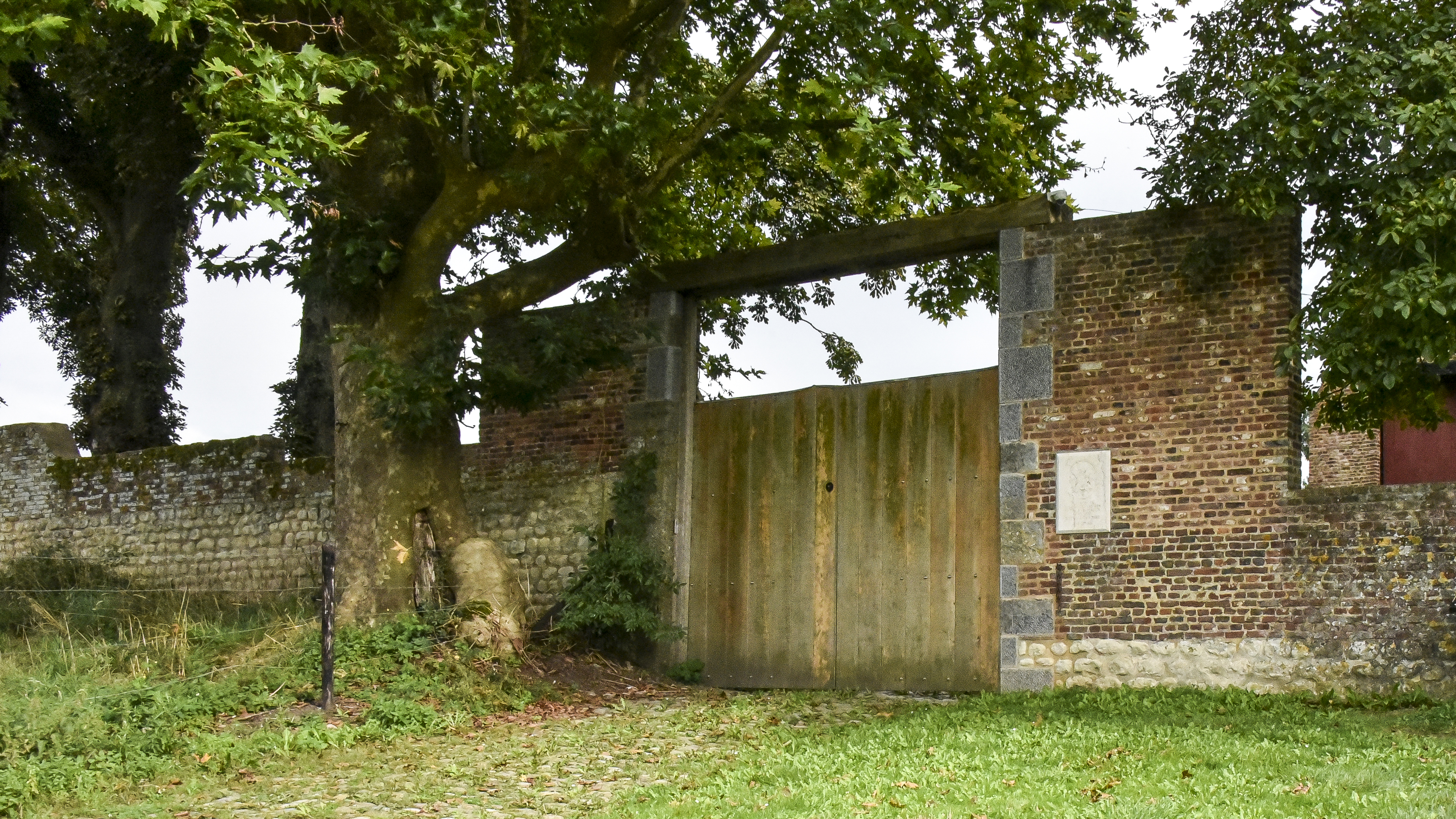
Gereconstrueerde noordelijke poort (foto sep 2024)

### De noordelijke poort
Luitenant Legros, een officier van de sappeurs, was met zijn manschappen tot aan de noordelijke poort geraakt. Hij probeerde met een bijl de poort in te beuken. Samen met een groep Franse soldaten drukte hij de poort open nadat hij de houten hefboom aan diggelen had geslagen. Een veertigtal Fransen geraakte op het binnenplein; de bezetters verschansten zich in de gebouwen.
MacDonnell slaagde erin samen met een officier en een sergeant de poort weer te sluiten. Alle Fransen die op het binnenplein waren geraakt, inclusief Legros, werden gedood. Een jonge Franse tamboer werd gespaard.

### Hougoumont ontzet
Sir John Byng, commandant van een brigade Guards opgesteld achter het kasteel, liet zijn mannen een tegenaanval uitvoeren om de druk op de verdedigers te verlichten. De Fransen verlieten de omgeving. Het was rond halftwee 's middags en Wellington verlegde zijn aandacht van Hougoumont naar het centrum van zijn linies.